# 塔納克羅斯 (阿拉斯加州)
塔納克羅斯（英語：Tanacross）是位於美國阿拉斯加州東南費爾班克斯人口普查區的一個非建制地區和人口普查指定地區。根據2010年美國人口普查，該地人口為136人，而該地的面積約為210.20平方千米。

## 地理
塔納克羅斯的座標為63°22′34″N 143°21′25″W / 63.37611°N 143.35694°W，而該地的平均海拔高度為475米（即1559英尺）。